# Arenaria hintoniorum
Arenaria hintoniorum là loài thực vật có hoa thuộc họ Cẩm chướng. Loài này được B.L.Turner mô tả khoa học đầu tiên năm 1992.